# Gwendolyn Rutten

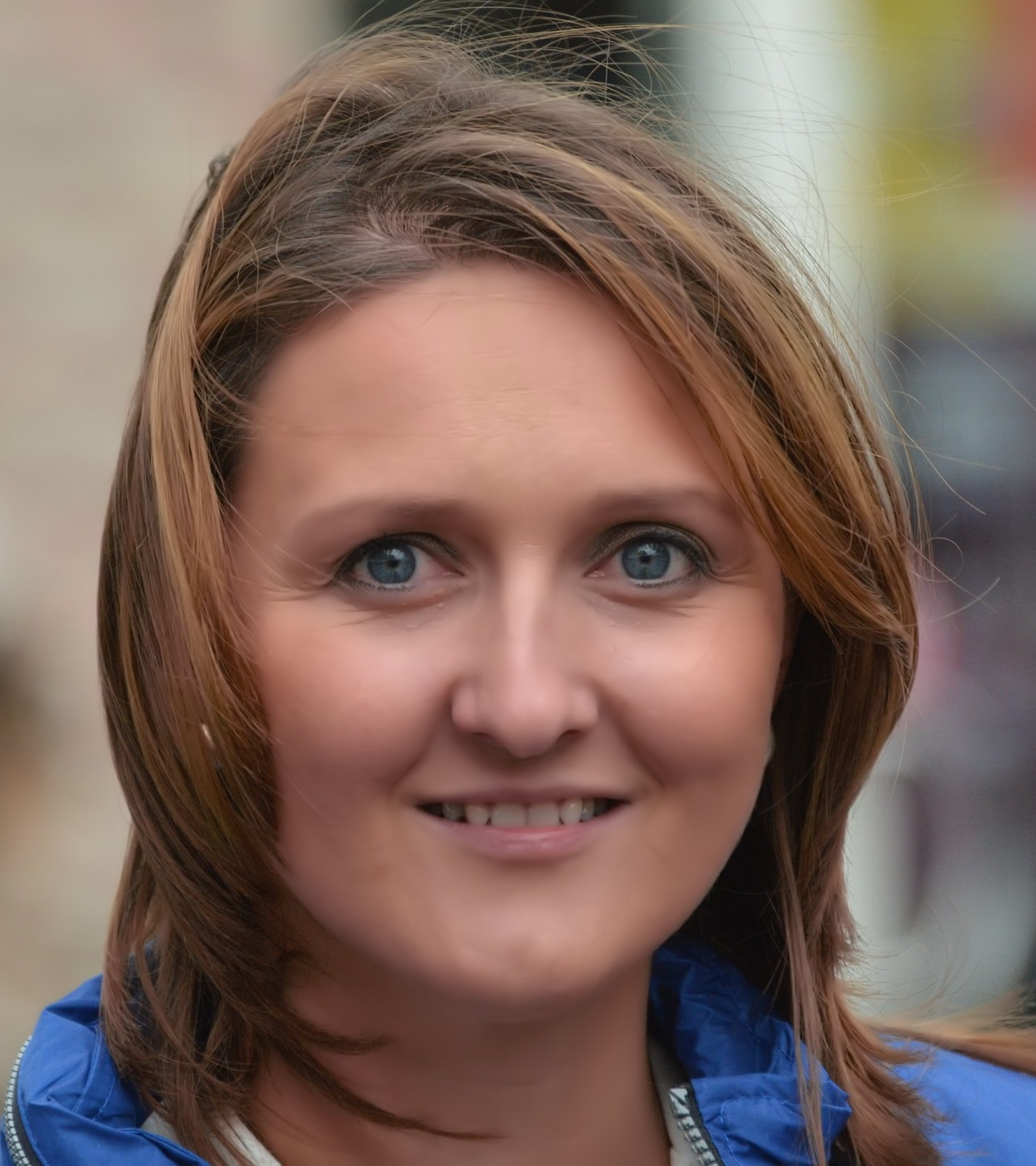
Gwendolyn Rutten (2013)

Gwendolyn Rutten (* 26. Juni 1975 in Hasselt) ist eine belgische Politikerin der Open Vlaamse Liberalen en Democraten und ehemalige Innenministerin und stellvertretende Ministerpräsidentin Flanderns. Seit 2019 ist sie die Bürgermeisterin Aarschots.

## Leben
An der Katholieke Universiteit Leuven studierte Rutten Rechtswissenschaften.
Von 2010 bis 2014 war Rutten Abgeordnete in der Belgischen Abgeordnetenkammer. Von 2014 bis 2017 war Rutten Abgeordnete im Flämischen Parlament. Zwischen 2012 und 2020 war Rutten Parteivorsitzende der Open Vlaamse Liberalen en Democraten. 2019 übernahm sie als erste Frau das Bürgermeisteramt in Aarschot. Nachdem sie bereits angedeutet hatte, sich aus der Politik zurückziehen zu wollen, trat sie am 8. November 2023 als Innenministerin und stellvertretende Ministerpräsidentin in das Kabinett von Jan Jambon ein und folgte somit Bart Somers in diesem Amt nach.
Am 2. August 2024 gab sie ihre Ämter als flämische Ministerin und stellvertretende Ministerpräsidentin auf, um sich vollständig auf ihre Aufgaben als Bürgermeisterin von Aarschot zu konzentrieren.

## Privates
Rutten ist verheiratet und hat zwei Kinder. Sie war ein Mitglied der unabhängigen Denkfabrik „Liberales“.